# Dephomys defua
Dephomys defua — вид гризунів родини мишевих (Muridae). Він зустрічається в Кот-д'Івуарі, Гані, Гвінеї, Ліберії та Сьєрра-Леоне. Його природним середовищем проживання є субтропічні або тропічні вологі рівнинні ліси, субтропічні або тропічні болота, субтропічні або тропічні вологі гірські ліси.

## Морфологічна характеристика
Це тварина середнього розміру з довжиною голови та тулуба від 109 до 137 мм, довжиною хвоста від 176 до 210 мм і вагою від 41 до 53 грамів. Задні лапи мають довжину від 24 до 29 мм, а вуха досить короткі – від 15 до 22 мм. Злегка щетинисте хутро зверху кладається в основному з волосся, яке є червонувато-коричневим, але темно-сірим біля кореня. У деяких екземплярів кореневі волоски на крупі більш оранжево-коричневі. Крім того, по всій задній частині розкидані повністю чорні захисні волоски. Хутро знизу від світло-сірого до білого з темною основою. Обличчя характеризується довгими темними вібрисами. На передніх лапах відсутній великий палець, а інші пальці мають короткі кігті. Перший і п'ятий пальці на задній лапі малі. Попри те, що довгий хвіст покритий дрібними лусочками і щетиною, він виглядає досить голим.

## Спосіб життя
Нічні тварини переважно тримаються на землі, іноді на деревах. Вони харчуються різними частинами рослин і комахами, але уникають дощових черв'яків і слимаків. Репродуктивна поведінка майже невідома.